# 南米沢駅
南米沢駅（みなみよねざわえき）は、山形県米沢市本町1丁目にある、東日本旅客鉄道（JR東日本）米坂線の駅である。

## 歴史
- 1926年（大正15年）9月28日：米坂線米沢 - 今泉間開通と共に開業[2]。
- 1960年（昭和35年）12月20日：貨物の取り扱いを廃止[2]。
- 1982年（昭和57年）3月20日：荷物の扱いを廃止[3]。無人駅となる[4]。
- 1987年（昭和62年）4月1日：国鉄分割民営化により、JR東日本の駅となる[2]。
  - 1980年代から90年代にかけて、簡易委託で日中近距離切符を発売していたが、その後再び無人化された。
- 2024年（令和6年）10月1日：えきねっとQチケのサービスを開始[1][5]。

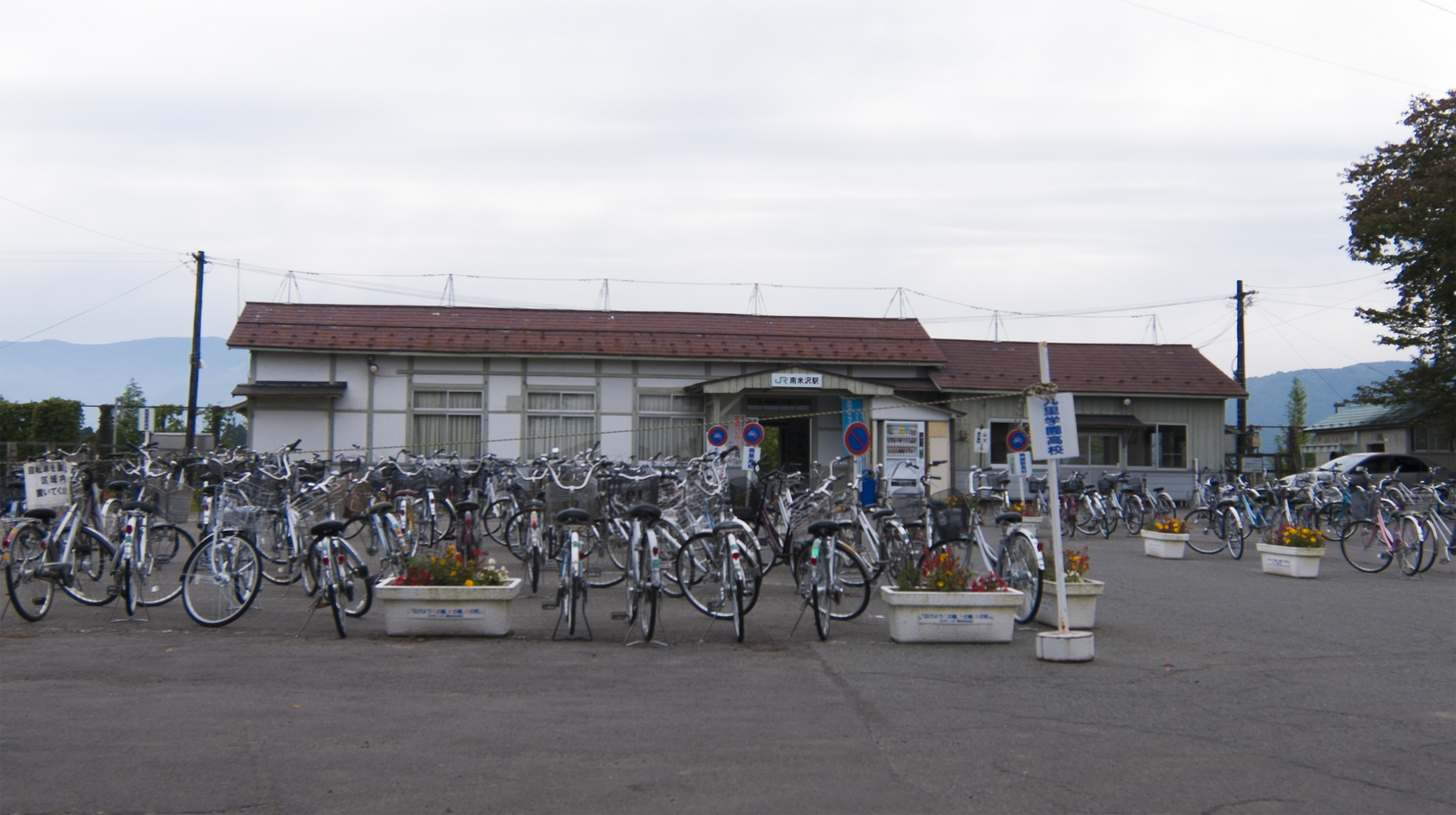
旧駅舎（2010年10月）

## 駅構造
単式ホーム1面1線を有する地上駅である。山形統括センター（米沢駅）管理の無人駅で、乗車駅証明書発行機が設置されている。駅周辺に高校が複数あることから、駅前には高校毎に区分けされた自転車置き場が設置されている。

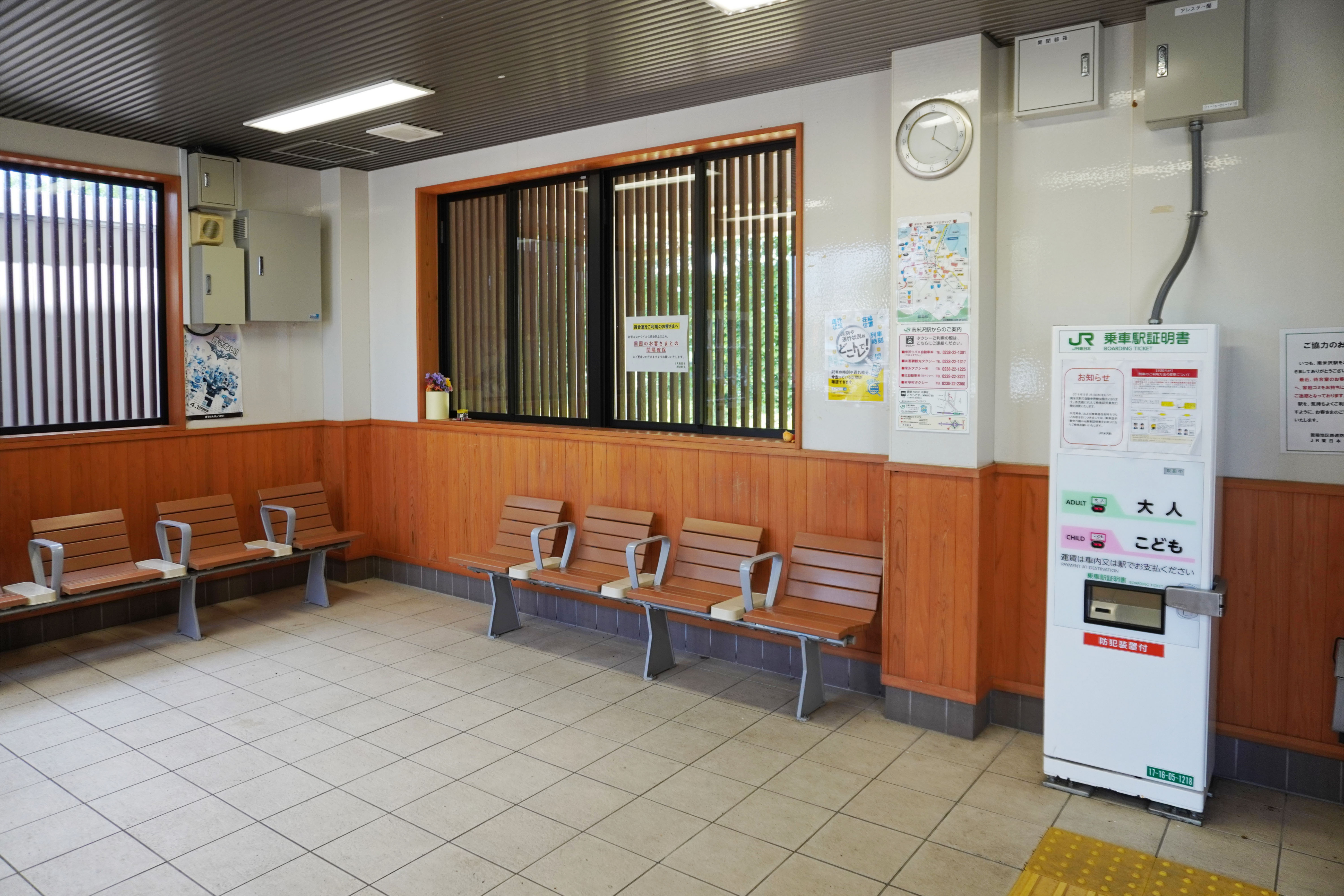
駅舎内（2023年7月）
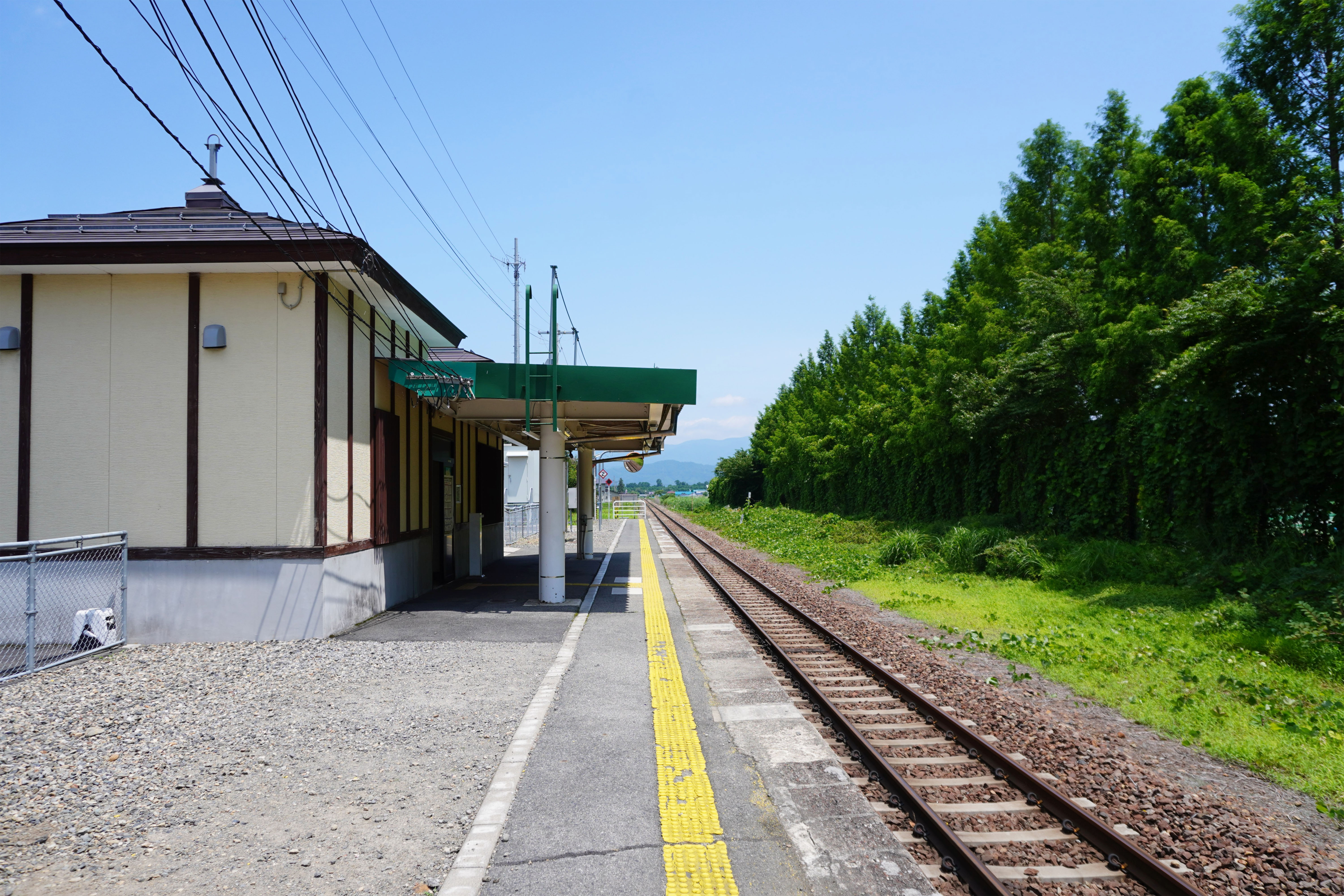
ホーム（2023年7月）

## 利用状況
「山形県の鉄道輸送」によると、2000年度（平成12年度）- 2004年度（平成16年度）の1日平均乗車人員の推移は以下のとおりであった。
| 乗車人員推移       | 乗車人員推移     | 乗車人員推移 |
| 年度               | 1日平均 乗車人員 | 出典         |
| ------------------ | ---------------- | ------------ |
| 2000年（平成12年） | 417              | [ 6 ]        |
| 2001年（平成13年） | 400              | [ 6 ]        |
| 2002年（平成14年） | 375              | [ 6 ]        |
| 2003年（平成15年） | 388              | [ 6 ]        |
| 2004年（平成16年） | 435              | [ 6 ]        |

## 駅周辺
- 林泉寺
- 米沢城南郵便局
- 山形大学米沢キャンパス（工学部）
- 山形県立米沢興譲館高等学校
- 山形県立米沢商業高等学校
- 私立九里学園高等学校
- 山形県立米沢養護学校
- 米沢市立第二中学校
- 米沢市立南部小学校
- 上杉神社
- ヨークベニマル 米沢門東町店
- マルホンカウボーイ 米沢店
- ヤマザワ 堀川町店

## 隣の駅
東日本旅客鉄道（JR東日本）
■米坂線
米沢駅 - 南米沢駅 - 西米沢駅